# Kettenstuhl
Kettenstuhl é uma máquina de fabricar ou seja tecer malharia do processo urdume, alimentada por carretéis de fios, que podem ser sintéticos, artificiais ou naturais, com elevada taxa de produção. Destina-se à fabricação de tecidos para moda praia, moda íntima, forração, felpados e de dupla face.
Utilizam para formação da malha agulhas de mola (a cabeça/gancho é a mola da agulha) em conjunto com passetas e uma barra para retenção. Por ciclo de maquina são feitas tantas malhas quanto agulhas alimentadas, sendo que estas podem atingir com o devido controle de temperatura (para evitar dilação dos dispositivos de mecânica de precisão) e humidade (para evitar excessos de cargas estaticas que provocam rompimentos nos fios/filamentos) a três mil e quinhentos ciclos por minutos. O maior fabricante deste tipo de maquina atualmente é a Karl Mayer.